# Peter Sanawad
Peter Sanawad (szül: Bihari Péter Miskolc, 1975. március 24. –) irodalmár és író.

## Gyermekkora, tanulmányai
Apja Bihari Sándor, édesanyja Berlik Ágota. Iskoláit Miskolcon végezte, a lakóhelyéhez közeli általános iskola után minőségbiztosító-számítástechnikusi oklevelet szerzett a diósgyőri Gábor Áron középiskolában, majd magyar szakos tanári diplomát a helyi egyetemen.
2005-ben nappali tagozaton irodalomtudományi PhD-t végzett, Kabdebó Lóránt doktoranduszaként. Az Avana Arcképcsarnok című kiadványnak írt bemutatkozása szerint fiatal korában nagy kedvet érzett az amatőr filmezéshez; első novellái is tulajdonképp irodalmi forgatókönyvek voltak. Érdeklődésének fő vonala a science fiction történetek, képregények és rajzfilmek. Erős a problémaérzékenysége, melynek felszínre hozása adta kezdeti írásainak lényegét (Metszéspont, Az Amalthea titka).
Egyetemi éveinek témája a világ utópisztikus irodalmának vizsgálata volt, mely később kiegészült a science fiction tudományos alapú szemléletével is. Első tudományos igényű dolgozata az utópiákról szólt (A méhészet hatása a XX. századi utópiákra – 1997), majd 1999-ben Babits Mihály: Elza pilóta vagy a tökéletes társadalom című regényének akkori legtágabb szemléletű elemzését készítette el, melynek tömörített kivonata 2003-ban a Miskolci Egyetem kiadásában meg is jelent (szerk. dr. Fazekas Csaba).
A diplomamunkáját az utópisztikus regények városábrázolásaiból írta, a kismonográfia kivívta az egyetemi tanárok elismerését, és megalapozott egy tudományos-fantasztikus irodalomtörténeti kutatást, mely 2004 októberében a Bihari Péter által szerkesztett Holdudvar című irodalomkritikai lap megjelenésében csúcsosodott ki. A munka nagymértékben elősegítette a science fiction magasirodalmi megismertetését. A munkát nagyban támogatta dr. Szili József, dr. B. Juhász Erzsébet tanszékvezető docens, illetve Pásztor Imre, dr. Kovács Béla Lóránt és Viola Zoltán.

## Művei
1995-ben jelentek meg első novellái a Solaria online sci-fi magazinban, Juhász György szerkesztésében (A szörnyetegek sorsa (1995), Veszélyes éj (1996), Áramszünet (1996), Elfelejteni (1998).
Bihari Péter nyomtatásban is megjelent írásainak kezdetét az 1997-es év jelentette (A galaktikus enciklopédia margójára, 1997). A Miskolci Egyetem Bolyai kollégiumának kiadásában megjelentek a következő írásai: A napkeltére várva (1998), Majd ha a Nap… (1999) illetve Együttállás (2000), míg A Mártírok alkonya (2004) című írása a Cherubion kiadónál megjelenve csatlakozott ehhez a ciklusához. A Miskolci Egyetem Bolyai Kollégiumának kiadásában jelent meg a szerző Merkúr (2001) című novellája, ennek hősei a bolygóra elsőként leszállt űrhajósok. Maguk a kezdeti írások nem tekinthetők igazán jelentős alkotásoknak, inkább a kezdő stiliszta próbálkozásainak egy működő irodalmi nyelv és irodalmi stílus megteremtésére. Bár a megjelenésük idején népszerűek lehettek, utólagos elemzésüknek hibák egész sorát kell regisztrálnia. A sokszor anekdotikus tömörség néha nehezen keverhető a filozófiai mondanivalóval (S e távoli csillagon, MERt, 1999), a teológiai kérdés tudományos alapú vizsgálata pedig helyenként dagályosságba fullad (Epilógus, 2001). Mindazonáltal néha a science fiction jó keretet ad nála egy-egy filozófiai probléma megragadásához, ilyenkor a remek novella születésének ismét csak a felületesség mértéke szab határt (A tett halála, 2001).
Egyik ismert műve, A güzü (2001) – Cherubion kiadónál megjelent – novella, melynek két folytatása is megjelent Káin, valamint Létra a tetőn címmel. Az írások az emberi lét komikumára, a feszült helyzetekben rejlő nevetségesre, a legmélyebb problémák legkönnyedebb szemléletére tesznek kísérletet.
Téridő Horizont című kiadványa 5 megjelenést ért meg. Az Elza pilótáról írt dolgozata vitára ösztönözte az ország elismert Babits-kutatóit (dr. Kelevéz Ágnest a Petőfi Irodalmi Múzeumtól, illetve dr. Sipos Lajos egyetemi docenst az ELTE BTK-ról), akik Bihari Péter nézeteivel sok helyen vitába szálltak, mindamellett elismerték azok újszerűségét.

### Regények
- Gyorsbüfé a Szíriuszon, regény, Ezüstláng antológia, Cherubion kiadó, 2004
- Ártatlan vér, regény, Cherubion kiadó, 2006
- Az utolsó világ, regény, Cherubion kiadó, 2011
- Hívószó, regény, Főnix könyvműhely, 2014
- Hollóvér, regény; Főnix Nova, 2018

### Kisregények
- Létra a tetőn (kisregény, Én, a halhatatlan antológia, Cherubion, 2003)
- Menekülés a Lucas lagerből, (kisregény, Új Galaxis 7, 2005)
- Zuhanó Világ (kisregény, Csillagárnyék antológia, Cherubion, 2005)
- Hoffmann horrormeséi (kisregény, Ellenérdek antológia, 2007)
- Visszatérés a Zuhanó Világra (Fény a horizonton, 2010)

### Novelláskötet
- Merkúr, novellafüzér, Lilli, 2008

### Antológiákban megjelent művei
- A galaktikus enciklopédia margójára (novella, Labdázó angyalok, Alterra, 1997)
- A szörnyetegek sorsa (novella, Marsyasy Plusz 4., 1997., 34.)
- A napkeltére várva (elbeszélés, Éltem, írtam, érted, Miskolci Egyetem, 1998)
- Metszéspont (novella, Virágzó kopjafák, Miskolci Egyetem, 1999)
- Majd ha a Nap… (elbeszélés, Virágzó kopjafák, Miskolci egyetem, 1999)
- In aeteta aurea (vers, A pillanat története, Miskolci Egyetem, 2000)
- Eördögh és Pokol (novella, Téridő horizont, 1999)
- Elvarázsolt hegyek (Avana arcképcsarnok, 2000)
- S e távoli csillagon (novella, MERt I. évf. 3. szám)
- A Szörny (novella, Téridő horizont 2, Paul Sistern álnéven, 2000)
- Évforduló (egyperces novella, Álomban, ködben, harmatban, Alterra, 2000)
- A démon órája (novella, Téridő horizont 2., 2000)
- Együttállás (novella, A pillanat története, Miskolci Egyetem, 2000)
- A Titánszárnyú angyal (Téridő horizont 3., Peter Sanawad néven, 2000)
- Kocsi-út az éjszakában, Téridő horizont 4., 2000)
- A güzü (kisregény, Hullócsillag, Cherubion kiadó, Peter Sanawad néven, 2001)
- Epilógus, (novella, Avana Arcképcsarnok, 2001)
- Merkúr (A pillanat története, 2001)
- A tett halála (Téridő horizont 5., 2001)
- Az elfeledett hősök (MERt. III. évf. 30., 2001)
- Káin (kisregény, A jég birodalma, Cherubion 2002)
- Bonaparte, mon amour (elbeszélés, Átjáró magazin 2002/2)
- A vöröshajú lány (novella, Izzó parázs, Cherubion, 2002)
- A hajótörött vacsorája (Magyar konyha, 2002)
- A hajótörött vacsorája (MERt, 2002)
- Imádság lányomért (novella, Fényözön, Cherubion, 2003)
- A vadmacska (novella, Az öröklét nyomában, Cherubion, 2003)
- A sárkány harmadik foga (egyperces novella, 101 mini fantasy történet, Cherubion, 2003)
- Mártírok alkonya (novella, Ellenjáték, Cherubion, 2004)
- A kínai szakácsa esete a Marson (novella, Új Galaxis 3, 2004)
- Mindennapi kenyerünket... (novella, Holdudvar magazin, 2004)
- A Mars gyöngye (novella, Új Galaxis 3, 2004)
- Istár pokoljárása (novella, Új Galaxis 4, 2004)
- Határőr (novella, Új Galaxis 5, 2005)
- Árnyék (novella, Új Galaxis 5, 2005)
- Előszó (novella, Új Galaxis 6, 2005)
- Maya tánca (novella, Hihetetlen, 2005 szeptember [különszám]
- Istár papnői (novella, Új Galaxis 7, 2005)
- Esti vendég (novella, Új Galaxis 8, 2006)
- A güzü visszatér (kisregény, Ellensúly, Cherubion, 2006)
- Jane, ügyelj Csitára (elbeszélés, Amnézia antológia, 2008)
- Holdnővér (novella, Téridő horizont 2008 december)
- Hiba a csillagokban (novella, A sors kereke antológia, 2009)
- Farkasátok (egyperces novella, Téridő horizont, 2009 február)
- A güzü metamorfózisa (novella, Téridő horizont, 2009 február)

### Egyéb novella weben
- A szörnyetegek sorsa (Solaria, 1995)
- Eső (Solaria BBS, 1996)
- Áramszünet (Solaria, 1996)
- Veszélyes éj (Solaria, 1996)
- Elfelejteni (Solaria, 1998)
- Az individuum (Polgár Sándor honlapja, a novella 1999-es)
- A hajótörött vacsorája (MERt.net, 2001)
- Az Átreisz holdjai (Eve Rigel honlapja, a novella 2004-ből származik)
- Fénytörés (Eve Rigel honlapja, a novella 2004-ből származik)
- Előszó (novella, Új Galaxis 6, 2005)

### Kritikái weben
- Antal József: Diagnózis (könyvkritika)
- Eric Asvak: Vér/Vonal (könyvkritika)

### Esszék, tanulmányok
- Babits Mihály Elza pilótájának kozmológiája (Miskolci Egyetem, 2000)
- Önéletrajz, Avana Arcképcsarok, 2000
- Gondolataim, humoreszk, KEFE szekciókiadvány, 2002
- Szellem és tudomány, Téridő horizont 2. szám, 2000
- Az egyensúlyról, humoreszk, KEFE szekciókiadvány, 2002
- Aki nem sci-fi, járjon utána, Átjáró magazin 6, 2003
- Az Elza pilóta kozmológiája, 2001-es TDK dolgozatok, Miskolci egyetem, 2003 (csonka)
- Tariménes és Kliminus Miklós utazásai, PhD-konferencia, szekciókiadvány, Miskolc, 2003
- A megfordíthatatlan idő, Új Galaxis 6, 2005
- Értékelő gondolatok (társszerző JÁNOSI Fruzsina), Volt egy ember, antológia, Miskolc-Eger, 2005
- A jövő század regénye, Doktoranduszok fóruma (a Bölcsészettudományi kar szekciókiadványa), 2005
- Gótikus sajátosságok Cholnoky Viktor prózájában, Új Galaxis 7, 2005
- Előretekintés a szocializmusba a szocializmus után, tanulmány, Új Galaxis 9., 2006
- Fantasztikum, beköszöntő, Avana arcképcsarnok, 2007
- A sci-fi közelmúltja, tanulmány, Új Galaxis 12, 2008
- Entrópia az irodalomban, tanulmány, Valóság, 56. évf. 8. sz. (http://epa.oszk.hu/02900/02924/00008/pdf/EPA02924_valosag_2013_8_093-102.pdf), 2013

## Külső hivatkozások
- Peter Sanawad honlapja
- Takács Gábor: A távoli tájak antropológiája (Holdudvar magazin, 2004)
- Nemes István: Peter Sanawad, Álomvarázs antológia 2003